# Acrosphère

Schéma d'un tentacule de corail

Les acrosphères sont les extrémités bulbeuses des tentacules des polypes,.

## Composition
Ils contiennent de nombreux nematocytes.